# Кушнарёв, Евгений Петрович
Евге́ний Петро́вич Кушнарёв (укр. Євгеній Петрович Кушнарьов; 29 января 1951, Харьков — 17 января 2007, Изюм, Харьковская область) — украинский государственный, политический и муниципальный деятель. Председатель Харьковского городского совета (1990—1998), глава Администрации Президента Украины (1996—1998), председатель Харьковской областной государственной администрации (2000—2004), председатель Харьковского областного совета (2004—2005) и народный депутат Верховной Рады Украины I (1990—1994) и V (2006—2007) созывов.
В октябре 2000 года возглавил Харьковскую облгосадминистрацию (ОГА). За время нахождения Кушнарёва на этой должности регион достиг значительных успехов в экономике, в частности в сельском хозяйстве, в развитии инфраструктуры и в социальной политике, также активно велось сотрудничество области с зарубежными странами, было организовано празднование 350-летия Харькова. Во время президентских выборов 2004 года и Оранжевой революции поддержал кандидатуру действующего премьер-министра Виктора Януковича. 26 ноября 2004 года возглавил Харьковский облсовет, но из-за нарушения процедуры это назначение оспаривалось в суде. 28 ноября выступил на Северодонецком съезде, где сказал, что «от Харькова до Киева — 480 километров, а до границы с Россией — 40!». В декабре 2004 года создал партию «Новая демократия». 18 декабря сложил полномочия председателя Харьковской ОГА, а в конце января 2005 года смещён с должности председателя Харьковского облсовета.
Летом 2005 года началось уголовное преследование Кушнарёва: за произнесённую в Северодонецке речь его обвиняли в «посягательстве на территориальную целостность и неприкосновенность Украины», также ему предъявили обвинение в «превышении служебных полномочий» за взятие кредита на строительство метро. В августе того же года он был задержан, но спустя несколько дней освобождён. В ноябре 2005 года «Новая демократия» объединилась с Партией регионов, и вскоре Кушнарёв стал членом политсовета этой партии. На парламентских выборах 2006 года возглавлял предвыборный штаб Партии регионов. По итогам выборов в мае 2006 года стал народным депутатом Верховной Рады Украины V созыва и заместителем главы фракции Партии регионов в парламенте. Участвовал в написании законопроектов, касающихся введения региональных языков на Украине, проведения всеукраинского референдума и процедуры вступления Украины в международные организации военно-политического характера. Отстаивал идею федерализации Украины и выступал против «цветных революций», которые, по его мнению, были искусственно спровоцированы. Является автором трёх книг: «Сто шагов по харьковской земле», «Конь рыжий. Записки контрреволюционера» и «Выборы и вилы». Почётный гражданин Харькова (2006) и Харьковской области (2007). Отец ректора ХНУ имени В. Н. Каразина Татьяны Кагановской.
В январе 2007 года был смертельно ранен на охоте в Изюмском районе Харьковской области. Гибель Кушнарёва получила широкий общественный резонанс.

## Биография

### Происхождение и родители

Могила Петра Михайловича и Серафимы Тимофеевны на 2-м городском кладбище Харькова

Предки Кушнарёва по отцовской линии жили в деревне Яковлево (ныне входит в состав Дорогобужского района Смоленской области). Его дед участвовал в Великой Отечественной войне и погиб во время освобождения Лисичанска. Отец Евгения Кушнарёва, Пётр Михайлович, родился в 1924 году; он тоже воевал на фронтах Великой Отечественной войны, был ранен и стал инвалидом II группы. В 1943 году Пётр Михайлович был награждён двумя медалями «За отвагу», а в 1985 году, к 40-летию Победы в Великой Отечественной войне, — орденом Отечественной войны I степени. Он окончил юридический институт в Харькове, некоторое время работал судьёй в Мелитопольском городском суде. Скончался в 1996 году в Харькове.
Мать Евгения Петровича, Серафима Тимофеевна Лукьянчикова, родилась в селе Мраково в Башкирии; её отец, Тимофей Алексеевич, был родом с территории современной Курской области, а мать, Варвара Фёдоровна (в девичестве — Шведчикова), — с территории Оренбургского казачьего войска. Из-за Великой Отечественной войны Серафима Тимофеевна не смогла получить высшее образование. В послевоенные годы в Харькове она познакомилась с Петром Михайловичем Кушнарёвым. Работала инженером-экономистом на заводе, практически каждое лето была директором пионерского лагеря. Скончалась в 2000 году, похоронена рядом с мужем.
Некоторые источники называют Евгения Кушнарёва коренным харьковчанином.

### Жизнь до 1990 года
Евгений Петрович Кушнарёв родился 29 января 1951 года в Харькове. Вскоре после его рождения семья переехала в Мелитополь. С 1958 года он учился в восьмилетней школе № 6, а потом в средней школе № 5, которую окончил в 1968 году. Кушнарёв поступил в Одесский инженерно-строительный институт, но после первого курса по решению отца перевёлся в Харьковский инженерно-строительный институт, который окончил в 1973 году, получив специальность «инженер-механик».
То мне хотелось стать геологом, то строителем… Что-то, наверное[,] от романтики… Но сегодня отдаю себе отчет, что мне бы больше помогло гуманитарное образование, нежели техническое, которое я имею.Евгений Кушнарёв
Окончив институт, Кушнарёв получил направление на Харьковский завод железобетонных конструкций № 1, где работал до 1980 года на должностях инженера-конструктора, механика, начальника ремонтно-механического цеха, заместителя начальника конструкторского отдела. В 1981 году он вступил в коммунистическую партию и до 1990 года занимался партийной работой: сначала в Орджоникидзевском районном комитете партии в качестве инструктора организационного отдела, заместителя заведующего отделом пропаганды и агитации и заведующего кабинетом политического просвещения, потом в Харьковском городском комитете партии в качестве инструктора организационного отдела, заместителя заведующего этим отделом и главы отдела административных органов.
На выборах в Харьковский городской совет XX созыва, которые состоялись 21 июня 1987 года, Кушнарёв был избран депутатом, а 3 июля того же года возглавил мандатную комиссию горсовета. 6 декабря 1988 года Кушнарёв был избран заведующим организационным отделом Харьковского городского комитета коммунистической партии. В 1989 году Кушнарёв стал сооснователем Демократической платформы КПСС в Харькове, а в конце года организовал в городе съезд её сторонников. Поддерживал общественный комитет «Выборы-89», который обличал нарушения прав и свобод граждан со стороны властей, из-за чего местное партийное руководство стало оказывать на него давление. Кушнарёв был активным участником первого митинга, проведённого харьковской ячейкой Демократической платформы, который состоялся 25 февраля 1990 года как эпизод всесоюзной акции «Гражданское согласие» в преддверии выборов. Во время митинга он агитировал население голосовать против представителей «старой командно-административной системы».

### 1990—1996. Председатель Харьковского горсовета и народный депутат
В 1990 году Евгений Кушнарёв был выдвинут кандидатом в народные депутаты Украинской ССР по 367-му Салтовскому избирательному округу. По итогам состоявшихся 4 марта выборов он стал депутатом Харьковского городского совета XXI созыва и прошёл во второй тур выборов в Верховный Совет Украинской ССР. Во втором туре, который состоялся 18 марта, Кушнарёв был избран депутатом Верховного Совета Украинской ССР, набрав 56,15 % голосов «за». В том же месяце стал сопредседателем Харьковского партийного клуба, в который преимущественно входили сторонники Демократической платформы в КПСС.
Открытое противостояние со старой властью стало серьёзным испытанием для меня, моей семьи и друзей. Было всё: угрозы, шантаж, обливание грязью. Но мы выдержали. Харьковчане ещё долго будут помнить многотысячные митинги в защиту демократии, которые проходили на главной площади города. В начале 90-х я был среди тех, кто призывал людей отказаться от старой системы и ступить на путь, который не мог быть лёгким, но обязательно должен был привести к лучшей жизни. И я постоянно чувствую свою долю ответственности за то, чтобы те надежды, которые мы зародили у людей, призвав их стать на демократический путь развития, оправдались. А на сегодня они ещё в полной мере не сбылись. Очень хочу, чтобы и мне самому по прошествии какого-то времени, а тем более моим детям и внукам не было стыдно за то, что делал в своей жизни Евгений Кушнарёв.Евгений Кушнарёв

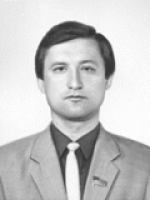
Евгений Кушнарёв в 1990 году

На первой сессии Харьковского городского совета XXI созыва, которая состоялась 6 апреля 1990 года, планировалось избрать председателя этого органа. В числе кандидатов значились Евгений Кушнарёв, второй секретарь Харьковского городского комитета КПУ Олег Дёмин и ещё 11 депутатов горсовета. Во время выборов председателя на Кушнарёва осуществлялось давление со стороны партийных и областных руководящих органов. Несмотря на это, по результатам третьего тура голосования он одержал победу, получив более половины голосов. По некоторым оценкам, эта победа состоялась благодаря поддержке Кушнарёва сторонниками Демократической платформы. Вскоре Евгений Петрович стал председателем Демократической платформы КПСС в Харькове, в июле того же года участвовал в XXVIII съезде КПСС, а в ноябре был избран председателем исполнительного комитета Харьковского городского совета.
Одним из первых и важнейших действий Харьковского горсовета после избрания Кушнарёва его председателем стало принятие в ноябре 1990 года постановления, согласно которому незаконно репрессированным в 1930-е — 1950-е годы гражданам и членам их семей предоставлялся ряд социальных льгот. Заслуженный строитель Украинской ССР Владимир Реусов особо подчёркивал роль Кушнарёва на посту председателя городского совета Харькова в возобновлении строительства Харьковского метрополитена в период экономического кризиса 1990-х годов. Также в числе важных городских строек, проводимых по инициативе Кушнарёва в качестве главы горсовета, называется возведение Дворца пионеров в Салтовском жилом массиве в 1991—1994 годах. Во время путча в августе 1991 года Харьковский горсовет выступил против попытки переворота, сам Кушнарёв тоже осудил ГКЧП. 21 августа Харьковским горсоветом была создана специальная комиссия, которая должна была изучить деятельность государственных и общественных организаций, предприятий, служебных лиц и средств массовой информации во время путча. 25 августа Евгений Кушнарёв и Генрих Алтунян предотвратили захват здания Харьковского областного комитета КПУ сторонниками демплатформы, после чего Кушнарёв своим распоряжением поставил охрану этого здания.
В начале 1992 года была создана общественно-политическая организация «Новая Украина», а в декабре того же года Евгений Кушнарёв вместе с рядом других харьковских государственных и политических деятелей вошёл в состав президиума этой организации. Её представители создали одноимённую фракцию в Верховном совете Украинской ССР (после провозглашения независимости Украины — Верховная рада Украины), в состав которой также входил Леонид Кучма. Депутаты фракции выступали за отставку правительства Витольда Фокина и поддерживали кандидатуру Кучмы на пост президента Украины. Кушнарёв вошёл в состав Комиссии по вопросам деятельности Советов народных депутатов и развития местного самоуправления, в которой он занимался созданием Конституции Украины и Закона Украины «О местном самоуправлении». За период своей каденции в Верховном совете Украинской ССР — Верховной раде он последовательно входил во фракции Партии демократического возрождения Украины, «Новой Украины» и депутатскую группу «Рада».

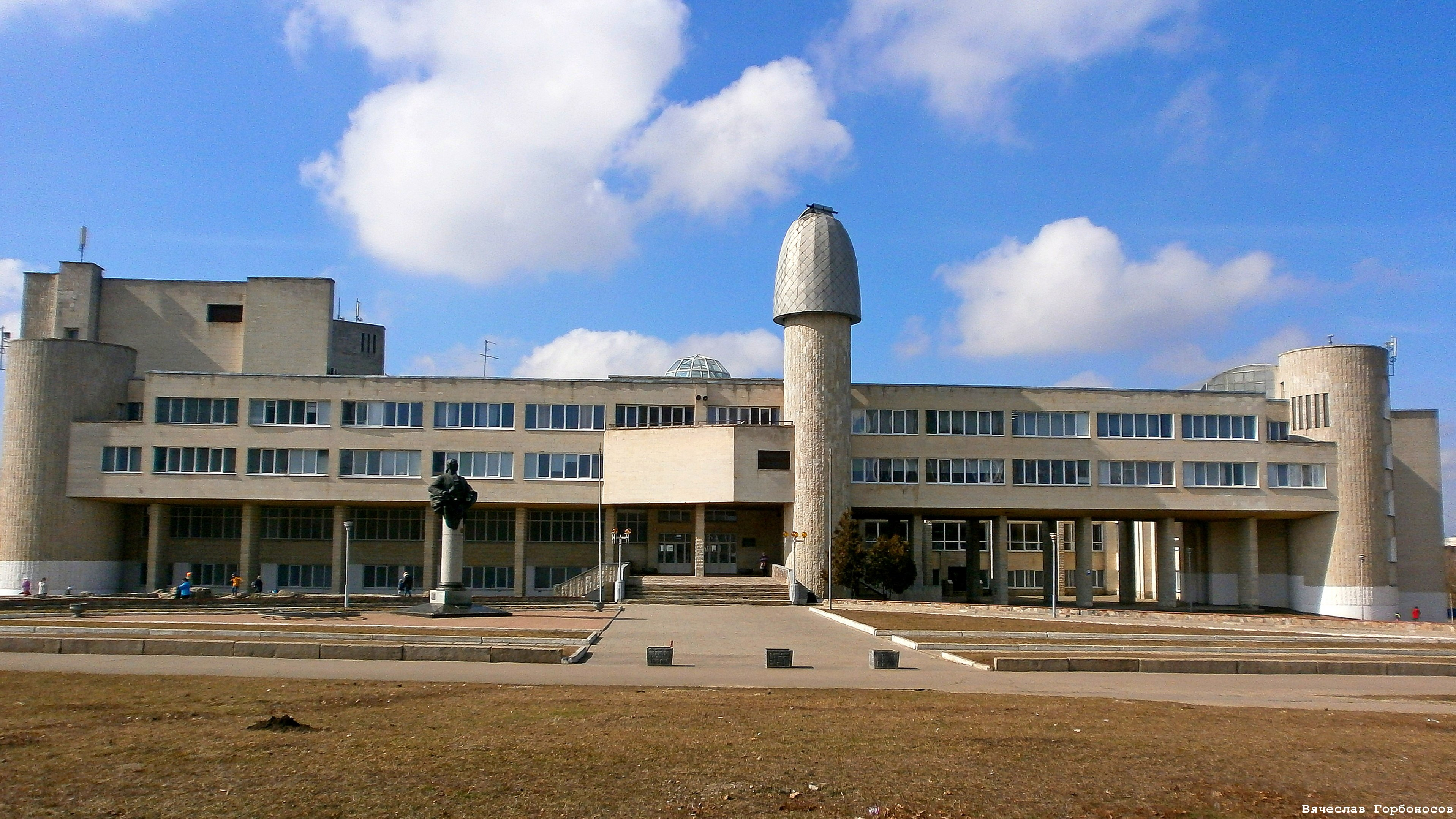
Дворец пионеров в Салтовском жилом массиве

В апреле 1994 года стартовала избирательная кампания перед выборами в органы местного самоуправления, в рамках которой на пост председателя Харьковского городского совета помимо Евгения Петровича претендовали ещё семь кандидатов, в том числе бывший партийный функционер Олег Дёмин и председатель Дзержинского районного совета Владимир Шумилкин. Однако уже в июне и Дёмин, и Шумилкин сняли свои кандидатуры в пользу Кушнарёва. Последний считался главным претендентом на эту должность. В итоге на выборах, которые состоялись 26 июня 1994 года, он набрал 59 % голосов избирателей, участвовавших в голосовании (явка составляла 62 %), а его ближайший конкурент, заместитель начальника Южной железной дороги Виктор Урсуляк, представлявший компартию, набрал 25,8 % голосов. В августе того же года Евгений Петрович был избран президентом Ассоциации городов Украины, а в июле 1995 года — председателем объединения «Новая Украина». После избрания Кушнарёва президентом Ассоциации городов Украины он был признан одним из лидеров муниципального движения на Украине. За период его руководства этой организацией количество городов — членов Ассоциации увеличилось в пять раз, с 34 до 170 городов. Деятельность Ассоциации была направлена на приведение украинского законодательства о местном самоуправлении в соответствие с Европейской хартией местного самоуправления.
Возглавляя Харьков, Евгений Петрович проводил политику «развития своеобразного „городского самосознания“ харьковчан». По его инициативе и под его руководством был создан ряд региональных конкурсов для работников культуры и образования, а также студентов. 17 октября 1994 года Кушнарёв основал харьковский Фонд поддержки молодых дарований, который возглавлял на протяжении пяти лет. В 1995 году Евгением Петровичем был инициирован ряд мероприятий по увековечиванию памяти харьковского поэта Бориса Чичибабина. В честь поэта была переименована улица VIII съезда Советов, а на доме, в котором он жил, была установлена мемориальная табличка. В декабре 1995 года Кушнарёв стал сооснователем Фонда Бориса Чичибабина, а уже в начале следующего года возглавил его. Также в 1995 году по инициативе председателя Харьковского городского совета была начата реконструкция Харьковского академического русского драматического театра имени А. С. Пушкина, в котором в 1978 году случился пожар. Среди прочих проектов, реализованных под руководством Кушнарёва, — создание Харьковской муниципальной галереи, Дома Нюрнберга, Музея знаменитых харьковчан.
29 июня 1995 года в Харькове произошла авария на Диканёвских очистных сооружениях. В результате в харьковские реки, которые впадают в Северский Донец, ежедневно стало попадать приблизительно 400 000 м³ неочищенной сточной воды. Кроме того, из-за невозможности перекачивать воду на очистных сооружениях канализационные туннели переполнились водой, и некоторые районы Харькова оказались затоплены. Евгений Петрович стал членом штаба по ликвидации последствий аварии, занимался доставкой на очистные сооружения откачивающей техники, связался с нидерландскими спасателями и попросил о помощи ликвидаторам аварии.
В феврале 1996 года путём объединения Партии демократического возрождения Украины, Трудового конгресса Украины и «Новой Украины» была создана Народно-демократическая партия, и Евгений Кушнарёв, будучи одним из её основателей, стал заместителем председателя этой политической силы. 12 апреля 1996 года в результате смерти Александра Масельского должность председателя Харьковской областной государственной администрации стала вакантной. Среди основных кандидатов на этот пост рассматривались Евгений Кушнарёв, Владимир Гринёв и Олег Дёмин, который в итоге и был назначен на эту должность 8 мая 1996 года. После того, как в декабре 1996 года Евгений Кушнарёв возглавил Администрацию Президента Украины, должность председателя Харьковского городского совета XXII созыва стал исполнять Михаил Пилипчук. При этом Кушнарёв формально продолжал оставаться председателем горсовета вплоть до следующих местных выборов, состоявшихся в апреле 1998 года.

#### Отношения с главами области

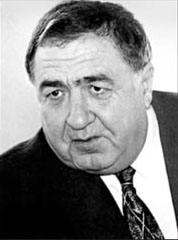
Александр Масельский

В период пребывания Кушнарёва на посту председателя Харьковского городского совета Харьковскую область возглавляли Александр Масельский (до 1996 года) и Олег Дёмин (с 1996 года). Кушнарёв был представителем так называемой «городской» («демократической») политической элиты харьковского региона, в то время как глава области Александр Масельский и его окружение были представителями «областной» (так называемыми «хозяйственниками»). В окружении Масельского Кушнарёв не пользовался популярностью из-за того, что в недавнем прошлом боролся с коммунистической властью. Политолог Кость Бондаренко отмечал, что противостояние между политическими группами региона стало препятствием для создания промышленно-финансовых групп в нём, и называл это противостояние «Битвой титанов». При этом исследователь Владислав Карнацевич отмечал, что конфликт между представителями областной и городской власти нельзя было назвать «войной». С помощью народного депутата Генриха Алтуняна городской и областной главы всё же смогли наладить сотрудничество и сформировать общую команду. Исследовательница К. В. Ганшина называла отношения между Масельским и Кушнарёвым напряжёнными и связывала это с попытками последнего усилить позиции органов местного самоуправления. Учёный-политолог Алина Ясинская также называла их отношения напряжёнными, но возможными причинами этого она считала политику и расхождение в видении будущего между Кушнарёвым и Масельским.
При этом Масельский и Кушнарёв вместе занимались предпринимательской деятельностью. Несколько лет каждый из них пытался установить свой контроль над харьковским Благовещенским базаром. Они вместе открывали некоторые предприятия, занимались поставкой ресурсов и приватизацией промышленных предприятий. Масельский и Кушнарёв сотрудничали во время создания рынка «Барабашово» (открыт в 1996 году), владельцами которого стали люди из их окружения. После смерти Масельского Харьковский регион возглавил Олег Дёмин, с которым у Кушнарёва «возникли некоторые разногласия».
Председателем Харьковского областного совета в 1992—1994 и 1996—2002 годах был Владимир Тягло, которого Кушнарёв, по мнению Ясинской, «продвигал на всеукраинский уровень». Аргументируя свою позицию, Ясинская указывала на то, что именно в период работы Кушнарёва в Администрации Президента Украины Тягло стал членом коллегиальных совещательных органов при Президенте Украины и Кабинете Министров.

### 1996—1998. Глава Администрации Президента Украины

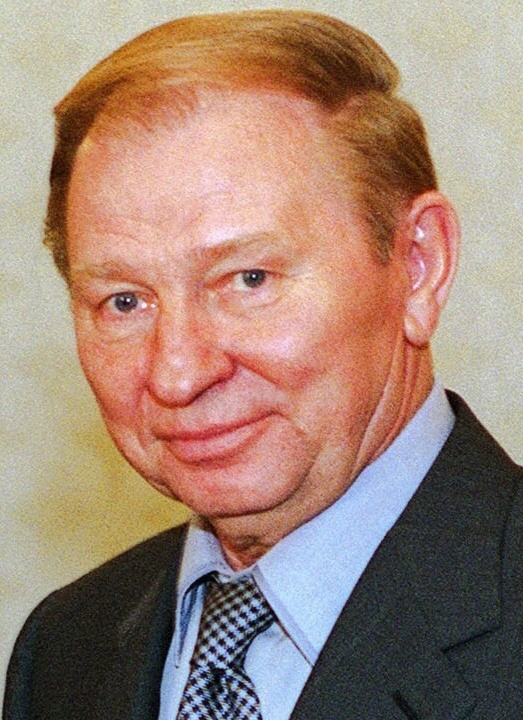
Леонид Кучма

10 декабря 1996 года президент Украины Леонид Кучма уволил Дмитрия Табачника с должности главы Администрации Президента Украины, а через 10 дней назначил на эту должность Евгения Кушнарёва, который считался «давним соперником Табачника». Уже в первые дни после назначения на должность Кушнарёв раскритиковал политику своего предшественника, назвав её «клубком интриг». Кушнарёв также был назначен председателем Комиссии по государственным наградам Украины, заместителем председателя Государственной комиссии по проведению на Украине административной реформы, стал членом Совета национальной безопасности и обороны Украины. В январе 1997 года он стал государственным служащим I ранга, а в феврале того же года ушёл с должности президента Ассоциации городов Украины. Тогда же народный депутат Вячеслав Черновол отметил, что с Кушнарёвым работается легче, чем с Табачником. Евгений Кушнарёв был в числе сторонников применения смешанной избирательной системы на парламентских выборах. В частности, во время встречи Леонида Кучмы с народными депутатами 26 марта 1997 года только лишь Черновол и Кушнарёв отстаивали применение избирательной системы этого типа. В итоге парламентские выборы 1998 года всё же прошли по смешанной избирательной системе.
В мае 1997 года Кушнарёв, как и другие крупные политики Народно-демократической партии, потребовал от президента отправить в отставку премьер-министра Павла Лазаренко, однако Кучма, несмотря на испортившиеся отношения с премьером, сослался на неконструктивность частой смены правительств и не стал этого делать. 16 июля 1997 года однопартиец Кушнарёва Валерий Пустовойтенко был назначен премьер-министром Украины, после чего Народно-демократическая партия стала фактически партией власти, в составе которой одновременно были премьер-министр, глава Администрации Президента и секретарь СНБО (Владимир Горбулин). Однако уже к концу года партия фактически разделилась на два лагеря — «демократический» и «номенклатурный». Е. П. Кушнарёва, как и В. П. Пустовойтенко и А. К. Кинаха, относили к «номенклатурному» лагерю. 15 июля 1997 года Е. П. Кушнарёв защитил диссертацию на соискание учёной степени кандидата экономических наук по теме «Местное самоуправление и проблемы социально-экономического развития города» (укр. «Місцеве самоврядування та проблеми соціально-економічного розвитку міста»). В ноябре 1997 года Кушнарёв сделал заявление, что не планирует бороться ни за должность председателя Харьковского городского совета, ни за мандат народного депутата, и исключил свою кандидатуру из партийного списка Народно-демократической партии на парламентские выборы 1998 года, оставшись работать в Администрации Президента. В мае 1998 года украинская делегация, возглавляемая Евгением Кушнарёвым, приняла участие в работе Конгресса местной и региональной власти в Европе, на котором рассматривались вопросы демократии на местах и местного самоуправления в государствах, которые входят в состав Совета Европы. По результатам работы Конгресса были составлены «Рекомендации украинской власти», в которых предлагались варианты дальнейшего реформирования органов местного самоуправления на Украине.

#### 1998—2000. Отставка. Политическая работа
23 ноября 1998 года Евгений Кушнарёв был уволен с должности главы Администрации Президента Украины. В указе президента Украины «Об увольнении Е. Кушнарёва с должности Главы Администрации Президента Украины» была названа причина «по собственному желанию». Однако политолог К. П. Бондаренко связывал увольнение Кушнарёва с ослаблением позиций Народно-демократической партии после парламентских выборов 1998 года и, как следствие этого, начавшимся противостоянием между партией и советником Президента Украины Александром Волковым. Косвенным подтверждением этой версии является то, что вместо Евгения Петровича на эту должность был назначен Николай Белоблоцкий, входивший в окружение Волкова. 23 ноября 1998 года — в день увольнения Евгения Кушнарёва с должности главы Администрации Президента Украины — Леонид Кучма издал ещё один указ, в котором назначил его своим внештатным советником. Кроме того, в том же месяце Кушнарёв стал первым заместителем председателя Народно-демократической партии.
Во время выборов президента Украины в 1999 году Евгений Кушнарёв был координатором блока «Наш выбор — Леонид Кучма!», в который входили большинство центристских политических партий Украины и ряд общественных организаций. Евгений Кушнарёв продолжал оставаться внештатным советником президента Кучмы до 12 января 2000 года. Занимаясь партийной работой в Народно-демократической партии, вёл борьбу с её руководителем Валерием Пустовойтенко. К октябрю 2000 года конфликт между Кушнарёвым и Пустовойтенко достиг такого масштаба, что партия могла распасться. Пустовойтенко и другой член НДП, председатель Верховной рады Украины Иван Плющ ходатайствовали перед Кучмой о назначении Кушнарёва на должность председателя Харьковской областной государственной администрации. В итоге в декабре 2000 года, уже будучи председателем Харьковской областной государственной администрации, Кушнарёв ушёл с поста заместителя председателя партии.

### 2000—2004. Председатель Харьковской облгосадминистрации

Здание Харьковской областной государственной администрации и Харьковского областного совета

Евгений Кушнарёв был назначен на должность председателя Харьковской областной государственной администрации (ОГА) указом президента Украины Леонида Кучмы от 27 ноября 2000 года, сменив на этом посту Олега Дёмина. Исследовательница А. Ясинская предполагала, что, назначив Кушнарёва на эту должность, Кучма одновременно и возвращал его в большую политику, и обеспечивал лояльное к себе отношение в Харьковской области.
Став председателем Харьковской облгосадминистрации, Евгений Кушнарёв в первую очередь занялся «омоложением кадров», и вскоре из семи заместителей его предшественника на своей должности остался только один — Владимир Шумилкин, который менее чем через два года был избран городским головой Харькова. На выборах в Харьковский областной совет XXIV созыва, которые прошли 31 марта 2002 года, Евгений Кушнарёв баллотировался по Краснокутскому избирательному округу № 25 и по результатам выборов получил 75,65 % голосов избирателей.

#### Внутренняя политика
К моменту назначения Кушнарёва на должность председателя Харьковской облгосадминистрации на территории Харьковской области в кризисе находился ряд отраслей: промышленность, сельское хозяйство, медицина, образование; помимо этого, своевременно не выплачивалась заработная плата. Став председателем Харьковской ОГА, Кушнарёв участвовал в разработке и осуществлении ряда программ под общим лозунгом «Возродим величие Харьковщины!», направленных на развитие Харьковской области. Начиная с 2001 года на территории Харьковской области начали открываться школы, больницы, амбулатории и поликлиники. Также в 2001 году областью были полностью погашены задолженности по заработной плате перед работниками бюджетной сферы, а в следующем году — перед работниками промышленности.
Занимаясь развитием сельского хозяйства на территории Харьковской области, от имени Харьковской областной государственной администрации заключил соглашение с Министерством аграрной политики Украины и Академией аграрных наук Украины, согласно которому эти органы должны были способствовать развитию сельского хозяйства в регионе. Также занимался поддержкой фермерских хозяйств. Результатом осуществления программ Евгения Кушнарёва в аграрном секторе стало увеличение производства зерна с 1,5 млн тонн до 2,1 млн тонн к 2004 году.
За 4,5 года, в течение которых Евгений Кушнарёв руководил Харьковской областью, ему удалось вывести наш регион в число лидеров в Украине. Область стабильно была в лидирующей тройке по всем показателям, была одной из лучших областей в нашей стране, и на неё равнялись другие регионы.Михаил Добкин
В августе 2001 года организовал празднования, приуроченные к 10-летию независимости Украины, в Харьковской области. В 2001 году Евгений Петрович поддержал начало реконструкции здания «Госпрома», окончание которой планировалось приурочить к 350-летию Харькова, но реконструкция так и не была завершена. В августе 2004 года состоялись празднования 350-летия Харькова, к которому были приурочены открытие мемориального комплекса Высота Маршала Конева в посёлке Солоницевка и станций Харьковского метрополитена «Ботанический сад» и «23 Августа».
Я знаю, в чём заключается прямая заслуга Кушнарёва. Я знаю, чего ему стоит каждый успех. Кушнарёв на протяжении ряда лет держал область в порядке. Сказанное поймёт тот, кто знает, в каком состоянии была промышленность Харькова в середине 90-х годов, когда 90 процентов предприятий вообще не дышали, и в каком состоянии она сегодня. Можно судить по конкретным показателям. Область при нём шагнула вперёд очень серьёзно. Можно посмотреть просто по самому Харькову, по тому, как он выглядит.Леонид Кучма

#### Налаживание международных связей и привлечение инвестиций

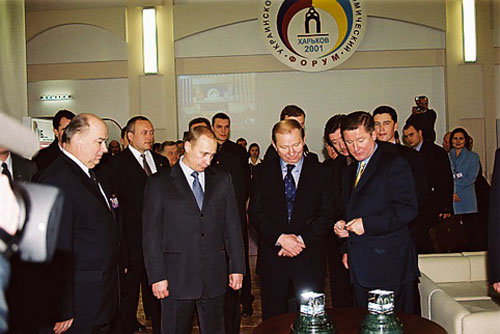
В первом ряду, слева направо: Василий Таций, Владимир Путин, Леонид Кучма и Евгений Кушнарёв. Экономический форум 14 декабря 2001 года

В период, когда Кушнарёв был председателем Харьковской ОГА, делегации, представлявшие Харьковскую область, стали посещать страны Европы, Северной и Южной Америки, а также сохранили отношения со странами — членами СНГ. Политика, проводимая Кушнарёвым, была направлена на развитие сотрудничества не только с другими регионами Украины, но и с зарубежными регионами. При Кушнарёве Харьковская область вышла на первое место среди областей Украины по объёму иностранных инвестиций и по темпам их привлечения. В 2003 — первой половине 2004 годов в регион было привлечено 226 миллионов долларов США инвестиций, что на 110 миллионов долларов США больше, чем за первые восемь лет независимости Украины.
В середине декабря 2001 года под руководством Кушнарёва в Харькове был организован украинско-российский экономический бизнес-форум с участием президента Украины Леонида Кучмы и президента России Владимира Путина. Тогда же Харьков был провозглашён «столицей российско-украинских отношений». 7 ноября 2003 года Евгений Кушнарёв как председатель Харьковской областной государственной администрации и Алексей Колесник как председатель Харьковского областного совета подписали с губернатором Белгородской области Евгением Савченко и председателем Белгородской областной думы Анатолием Зеликовым соглашения о создании еврорегиона «Слобожанщина». В рамках еврорегиона развивались отношения между областями во многих гуманитарных и финансовых отраслях. В 2004 году еврорегион «Слобожанщина» был включён в Ассоциацию европейских пограничных регионов на правах наблюдателя.

#### Политическая деятельность
Несмотря на то, что вскоре после своего назначения председателем Харьковской областной государственной администрации Евгений Кушнарёв покинул пост заместителя председателя Народно-демократической партии, он продолжал оставаться её членом и участвовал в деятельности партии. В апреле 2001 года он выступал против того, чтобы фракция партии в Верховной раде Украины голосовала за отставку премьер-министра Виктора Ющенко. Однако лидер партии Валерий Пустовойтенко не прислушался к совету своего давнего оппонента, что, по мнению самого Кушнарёва, «покрыло несмываемым позором партию и стало началом её конца». Также разногласия между Кушнарёвым и Пустовойтенко были по вопросу кооперации Народно-демократической партии на выборах в Верховную Раду Украины в 2002 году, председатель Харьковской облгосадминистрации считал, что партия должна объединяться с равными ей по силе и влиянию политическими структурами, в то время как Пустовойтенко выступал за объединение с малозначимыми и малоизвестными политическими партиями, чтобы выделить главную роль Народно-демократической партии в таком объединении. До начала парламентской предвыборной кампании 2002 года Кушнарёв, по собственному выражению, «морально поддерживал» избирательный блок «За единую Украину!».
Леонид Кучма, который высоко оценивал заслуги Евгения Петровича на посту председателя Харьковской областной государственной администрации, 28 декабря 2006 года сделал запись в своём дневнике, что на президентских выборах 2004 года на должность главы государства должны были претендовать «такие политики, такие труженики, как Кушнарёв и Гриневецкий». При этом Кучма хотя и был убеждён, что «своё последнее слово в политике они ещё не сказали», но всё же сожалел, что не «подтолкнул» их стать кандидатами в президенты Украины в 2004 году.
После начала избирательной кампании перед президентскими выборами 2004 года Кушнарёв, как руководитель Харьковской областной организации Народно-демократической партии, активно поддерживал кандидата от власти — действующего премьер-министра Виктора Януковича, за которого агитировал во время своих публичных выступлений, а в начале декабря, чтобы уделять предвыборной кампании больше времени, он ушёл в отпуск с должности председателя ХОГА. Из-за того, что Кушнарёв поддерживал Януковича, а харьковский городской голова Владимир Шумилкин, который до того сам поддерживал Януковича, перешёл на сторону Ющенко, отношения между ними обострились. Позднее Кушнарёв в своей книге «Конь рыжий. Записки контрреволюционера» утверждал, что не видел своего места в команде Виктора Ющенко, которая исповедовала правые, а не более близкие ему центристские взгляды.

### 2004—2005. Оранжевая революция. «Новая демократия». Уголовное преследование

#### 21 — 27 ноября 2004
21 ноября 2004 года состоялся второй тур выборов президента Украины, в котором участвовали действующий и бывший главы правительства Виктор Янукович и Виктор Ющенко. Согласно официальным данным Центральной избирательной комиссии, в Харьковской области победу одержал Янукович, который набрал 70,25 % голосов, в то время как его оппонент — лишь 25,05 %. В то же время по результатам голосования на всей территории Украины Янукович также одержал победу, набрав 49,46 % голосов и опередив Ющенко, который набрал 46,61 % голосов (итоги выборов были обнародованы 24 ноября). При этом по данным большинства экзитполов победителем выборов был Ющенко. 22 ноября в ряде городов Центральной и Западной Украины прошли акции в поддержку Ющенко, а местные власти Винницы, Ивано-Франковска, Львова и Тернополя признали его президентом Украины. Одновременно с этими событиями в Донецке состоялся митинг в поддержку Януковича. На следующий день Волынский, Львовский и Ивано-Франковский областные советы также признали Ющенко президентом.
Вечером 22 ноября Кушнарёв по просьбе всё ещё действующего президента Леонида Кучмы вылетел в Киев, где к тому моменту уже начались акции протеста. По впечатлениям самого Евгения Петровича, это был «организованный процесс со своей идеологией и чёткой внутренней структурой». 23 ноября Кушнарёв встретился с Януковичем, который предупредил его о том, что штаб Ющенко хотел реализовать в Харькове «сценарий второго, восточного Майдана». В тот же день в Харьковском областном совете депутаты, которые поддерживали Януковича, собрали внеочередную сессию, где приняли заявление, в котором выражалась обеспокоенность действиями сторонников Ющенко на Харьковщине, а также требовалось «прекратить вмешательство во внутренний процесс Украины зарубежных сторонников и спонсоров Виктора Ющенко». Также 23 ноября в Харькове прошёл митинг в поддержку Ющенко, на котором, по данным Кушнарёва, присутствовало 5—8 тысяч его сторонников.
Никогда, ни при каких условиях я не признаю самозванца, коронованного на площади.
Мы уважаем Западную Украину, но мы никогда не будем гнуть свои спины перед Галичиной! Не учите нас жить! Мы будем жить так, как мы считаем нужным: мы будем работать,
мы будем выпускать турбины, самолеты, тракторы, станки, на которых вы будете работать и будете зарабатывать себе деньги.
Это мы собираем каждый год по 2—2,5 миллиона тонн зерна, без которых другая половина Украины жить не сможет. Мы готовы и дальше кормить всю Украину, только давайте вы
откажитесь от своих страшных планов захвата власти.
Я заверяю вас, в Харьковской области не будет ни донецкой, ни львовской власти — будет только харьковская власть! В Харьковской области будут жить по своим законам все, кто считает себя харьковчанами.
Слава Харькову! Слава Харьковщине! За Януковича!

Харьковский майдан вместил ровно столько идеалистов, сколько было необходимо для того, чтобы почувствовать — мы есть. И неважно, как проголосовал Харьков. Особенный этот город, и люди в нём особенные. Да, почти 70 % голосов Харьков «подарил» Януковичу, но именно в нашем городе был самый горячий приём революционного «Автопоезда дружбы». Харьков подарил Украине Кушнарёва, и именно напротив окон его кабинета бушевал 70-тысячный оранжевый майдан, а это, поверьте, немало.— Арсен Аваков
24 ноября в Пуще-Водице прошло заседание совета по координации действий центральных и местных органов власти и местного самоуправления, которым руководил президент Кучма. На этом заседании Харьковщину представляли председатель облсовета Алексей Колесник, председатель ХОГА Евгений Кушнарёв, городской голова Харькова Владимир Шумилкин и ректор Национальной юридической академии Украины имени Ярослава Мудрого Василий Таций. Это заседание проходило в одном из санаториев, и Кушнарёв предположил, что «президент не имеет возможности в Киеве провести заседание легитимных структур власти», что было «необычно и тревожно».
26 ноября на харьковской площади Свободы состоялся митинг в поддержку Януковича, на котором, по оценкам Кушнарёва, было около 50 тысяч человек, тогда же и там же проходил митинг в поддержку Ющенко, на котором, по оценкам Кушнарёва, было около 25 тысяч человек. На митинге в поддержку Януковича выступил и Кушнарёв, сам он охарактеризовал своё выступление как «резкое». После митинга состоялась чрезвычайная сессия Харьковского областного совета, на которой было принято решение о передаче исполнительной власти в области областному совету и созданному при нём исполнительному комитету, председателем которых был назначен Кушнарёв. Также в пункте 13 этого решения Кушнарёву было поручено срочно обсудить возможность создания Восточно-Южной Автономной Республики с руководством Автономной Республики Крым, Днепропетровской, Донецкой, Запорожской, Луганской, Николаевской, Одесской и Херсонской областей, а также города Севастополь. При этом Харьковский городской совет под руководством Владимира Шумилкина отказался выполнять это решение облсовета. Решение не нашло поддержки и среди СМИ, которые, в свою очередь, встали на сторону Шумилкина.

#### Северодонецкий съезд
Мы должны твердо и ясно сказать: мы не для того в 91-м году проголосовали за самостоятельную независимую демократическую процветающую Украину, чтобы сегодня ее рвать на куски. Мы за единую Украину! Мы за демократическую процветающую Украину!
Но не надо испытывать наше терпение. На любой выпад у нас есть достойный ответ вплоть до самых крайних мер. И я хочу напомнить горячим головам под оранжевыми знаменами: от Харькова до Киева — 480 километров, а до границы с Россией — 40!
Мы хотим жить в государстве, где каждый человек защищен. Защищены его права, его культура, его язык, его история, его традиции и его обычаи. Мы понимаем, что восток имеет серьезнейшее отличие от Галичины, мы не навязываем Галичине наш образ жизни, но мы никогда не позволим Галичине учить нас, как нужно жить!
Дорогие друзья! Мы хотим спокойно жить, работать, созидать, творить, но над нашей страной, над нашим будущим нависла страшная, оранжевая угроза. Поэтому еще раз призываю всех быть непоколебимыми, стать в полный рост и отстоять наш выбор. 
Вставай, страна огромная,
Вставай на смертный бой,
С нашистской силой темною,
С оранжевой чумой!..
С нами Бог и Правда!
28 ноября в Северодонецке состоялся Всеукраинский съезд депутатов всех уровней. На нём присутствовали в основном депутаты из юго-восточных областей Украины, среди прочих участников съезда, помимо Евгения Кушнарёва, также были действующий кандидат в президенты Украины Виктор Янукович, председатели областных советов и областных государственных администраций: Анатолий Близнюк, Борис Колесников и Виктор Тихонов. Также на этом мероприятии присутствовал и мэр Москвы Юрий Лужков.
По воспоминаниям Евгения Кушнарёва, он был приглашён на Всеукраинский съезд депутатов всех уровней, который планировался в Северодонецке Луганской области, за день до его проведения — 27 ноября. Несмотря на настойчивые приглашения от организаторов принять участие в съезде, Кушнарёв не видел смысла в нём участвовать. Однако к вечеру, узнав, что на съезде будет присутствовать Янукович, он всё же решил участвовать в нём. При этом некоторые источники называют Кушнарёва одним из организаторов этого съезда. Кушнарёв вспоминал, что, даже выехав из Харькова в Северодонецк, он не был уверен, стоит ли ему выступать на съезде. Но, оказавшись в президиуме съезда, он всё же написал тезисы выступления и решил выступать. Речь Кушнарёва на Северодонецком съезде, отличавшаяся резкими и радикальными заявлениями, получила широкое освещение в средствах массовой информации, а фраза «от Харькова до Киева — 480 километров, а до границы с Россией — 40!» стала знаменитой.
В своих мемуарах Виктор Ющенко отметил выступления трёх делегатов Северодонецкого съезда: мэра Москвы Юрия Лужкова, председателя Донецкого областного совета Бориса Колесникова и «харьковского губернатора» Евгения Кушнарёва, который «призывал не испытывать его терпение». В интервью, данном вскоре после Оранжевой революции, Арсен Аваков назвал заявления, сделанные Кушнарёвым, «шокирующими» и сказал, что «за всё нужно отвечать». При этом позже Аваков утверждал, что, хотя он и считает Евгения Кушнарёва виновным в «сильном провоцировании раскола страны», он не хочет, чтобы его «сажали в тюрьму или что-то с ним делали». Историк Юрий Шаповал среди выступлений Кушнарёва, которые, по его мнению, отличались «радикальными сепаратистскими заявлениями», выделял эту его речь.

#### 29 ноября — середина декабря 2004

Факсимиле Евгения Кушнарёва на книге «Конь рыжий. Записки контрреволюционера»

29 ноября, наблюдая за стабилизацией ситуации в Харькове, Кушнарёв собрал заседание областного совета, на котором должен был стоять вопрос об отмене ряда неправовых пунктов решения, принятого на чрезвычайной сессии 26 ноября. 30 ноября, по собственным воспоминаниям, Кушнарёв подписал решения Харьковского облсовета от 26 ноября и от 29 ноября. При этом первым он подписал решение от 29 ноября, и лишь потом — от 26-го. Тогда же он начал подготовку к Харьковскому съезду, который, по его замыслу, должен был отчасти развить некоторые идеи, высказанные на Северодонецком съезде (в том числе и о ситуации с местным самоуправлением), а отчасти представить идеологию, альтернативную той, что доминировала на Северодонецком съезде. Кушнарёв провёл Харьковский съезд 4 декабря. Съезд утвердил в своей резолюции обращение к Януковичу и Ющенко с предложением отказа обоих от участия в переголосовании и порекомендовал проведение новых президентских выборов с другими кандидатами.
Из-за нарушений во время голосования 26 ноября Киевский районный суд города Харькова, по жалобе племянника Виктора Ющенко — Ярослава, приостановил решение Харьковского областного совета об избрании Кушнарёва председателем этого совета. В ответ на это Кушнарёв был переизбран на пост председателя Харьковского областного совета 8 декабря. Однако Ярослав Ющенко вновь подал жалобу, и 17 декабря суд отменил новое решение облсовета. Сам Кушнарёв за несколько дней до повторного решения суда — 13 декабря — подал президенту Кучме заявление об увольнении с должности председателя Харьковской областной государственной администрации, которое было удовлетворено 17 декабря.

#### «Новая демократия» и переход в оппозицию

Факсимиле Евгения Кушнарёва на книге «Сто шагов по харьковской земле»

9 декабря во время встречи с единомышленниками, которая проходила под лозунгом «Вместе мы сильнее», в доме культуры «ХТЗ» Кушнарёв предложил создать для подготовки к участию в местных выборах региональное общественное движение «Вместе». 14 декабря 2004 года Кушнарёв заявил о выходе из Народно-демократической партии и о намерении создать новую политическую силу. Спустя шесть дней после этого заявления в Харьковском облсовете прошла пресс-конференция, на которой был обнародован манифест о создании политической партии «Новая демократия». Спустя ещё несколько дней была начата подготовка к учредительному съезду партии, который состоялся 15 января 2005 года в Киеве. На этом съезде Кушнарёв был избран генеральным секретарём партии. Тогда же Кушнарёв объявил, что стратегическими целями этой политсилы являются преобразование Украины в федерацию, проведение в стране административно-территориальной реформы и выборность глав областей. Одновременно с этим была создана Харьковская областная общественная организация «Общественное движение „Вместе — вперёд!“», учредительная конференция которой состоялась 22 января 2005 года.
В то же время прокурор Харьковской области Василий Синчук подал в Харьковский областной совет протест на его решение от 8 декабря 2004 года, согласно которому Е. П. Кушнарёв был назначен председателем Харьковского областного совета. 27 января 2005 года в Харьковском облсовете состоялось голосование по поводу этого протеста. В итоге 50 из 68 депутатов облсовета поддержали протест прокурора и Кушнарёв был снят с должности председателя. 8 февраля Киевский районный суд города Харькова признал незаконным избрание 8 декабря 2004 года Евгения Кушнарёва председателем Харьковского облсовета.
21 февраля прошёл первый пленум «Новой демократии», на котором были решены вопросы о приведении организационной структуры партии в соответствие с требованиями Министерства юстиции Украины. 14 марта Минюст зарегистрировал «Новую демократию» как политическую партию, а спустя четыре дня «Новая демократия» провела второй пленум, который преследовал те же цели, что и предыдущий. 26 июня 2005 года в Киеве прошёл I съезд политической партии «Новая демократия», по итогам которого Кушнарёв заявил о необходимости создания коалиции «Украинская оппозиция». Также партия готовилась принять участие в местных и парламентских выборах 2006 года.
17 июля 2005 года в Краснокутском районе, от которого Кушнарёв был избран в Харьковский облсовет, было проведено голосование об отзыве депутатского мандата у Кушнарёва. По итогам голосования более 80 % его участников (явка составила 37 %) поддержали отзыв мандата. При этом по данным наблюдателей от «Новой демократии» голосование было сфальсифицировано, а явка была завышена приблизительно в два раза. Сам же Кушнарёв заявил об отказе от мандата ещё за несколько дней до этого голосования.

#### Уголовное преследование
23 июня 2005 года Генеральная прокуратура Украины предъявила Кушнарёву обвинение по части 2-й 110-й статьи Уголовного кодекса Украины «посягательство на территориальную целостность и неприкосновенность Украины». Согласно постановлению о привлечении в качестве обвиняемого от 22 июня 2005 года, подписанному следователем Сергеем Лавринчуком, Кушнарёв во время выступления на Северодонецком съезде «в завуалированной форме публично подтвердил свои намерения относительно отделения восточных и южных областей от других областей Украины, в нарушение порядка, установленного Конституцией Украины, публично заявил о возможности отделения Харьковской области и присоединения её к Российской Федерации».
17 августа Кушнарёв был вызван в Генеральную прокуратуру Украины для ознакомления с материалами уголовного дела, возбуждённого против него. Однако, явившись в прокуратуру, Кушнарёв был задержан на 72 часа по подозрению в «превышении служебных полномочий, приведшем к тяжким последствиям» (часть 3 статьи 365 УК Украины). Постановление о его задержании было подписано ещё 15 августа. Как нарушение ч. 3 ст. 365 УК Украины квалифицировалось то, что при председательстве Кушнарёва Харьковская облгосадминистрация взяла кредит на строительство двух станций Харьковского метрополитена. В знак протеста, считая своё задержание незаконным, он объявил голодовку. 19 августа судья Печерского районного суда города Киева Лариса Цокол продлила срок содержания Кушнарёва под стражей до 27 августа. Во время судебного заседания сторонники политика устроили акцию протеста у здания суда. После восьмидневного ареста Кушнарёв был освобождён, а в сентябре 2006 года уголовное дело в отношении него было закрыто за отсутствием состава преступления. В 2016 году бывший премьер-министр Украины Николай Азаров написал, что «2005 г. — это ещё и год первых в истории Украины политических репрессий». Такое мнение он аргументировал тем, что власть начала уголовное преследование в отношении оппозиции, в том числе арестовав Кушнарёва.
Во время нахождения под стражей Кушнарёв решил написать книгу «Конь рыжий. Записки контрреволюционера», к которой приступил по возвращении в Харьков. Работа над ней продолжалась со второй половины августа до октября. Политик Василий Волга вспоминал, что на Кушнарёва, который до Оранжевой революции был «очень самоуверенным человеком, понимавшим свою близость к президенту Леониду Кучме и с определённой долей скептицизма относившимся ко всем новым появляющимся молодым политикам», очень сильно повлияло его заключение под стражу. Волга характеризовал эти изменения в личности Кушнарёва так: он способен быть в центре событий, катализировать процессы, сдвигать пласты и вершить преобразования.

### 2005—2007. В Партии регионов

#### Предвыборная кампания

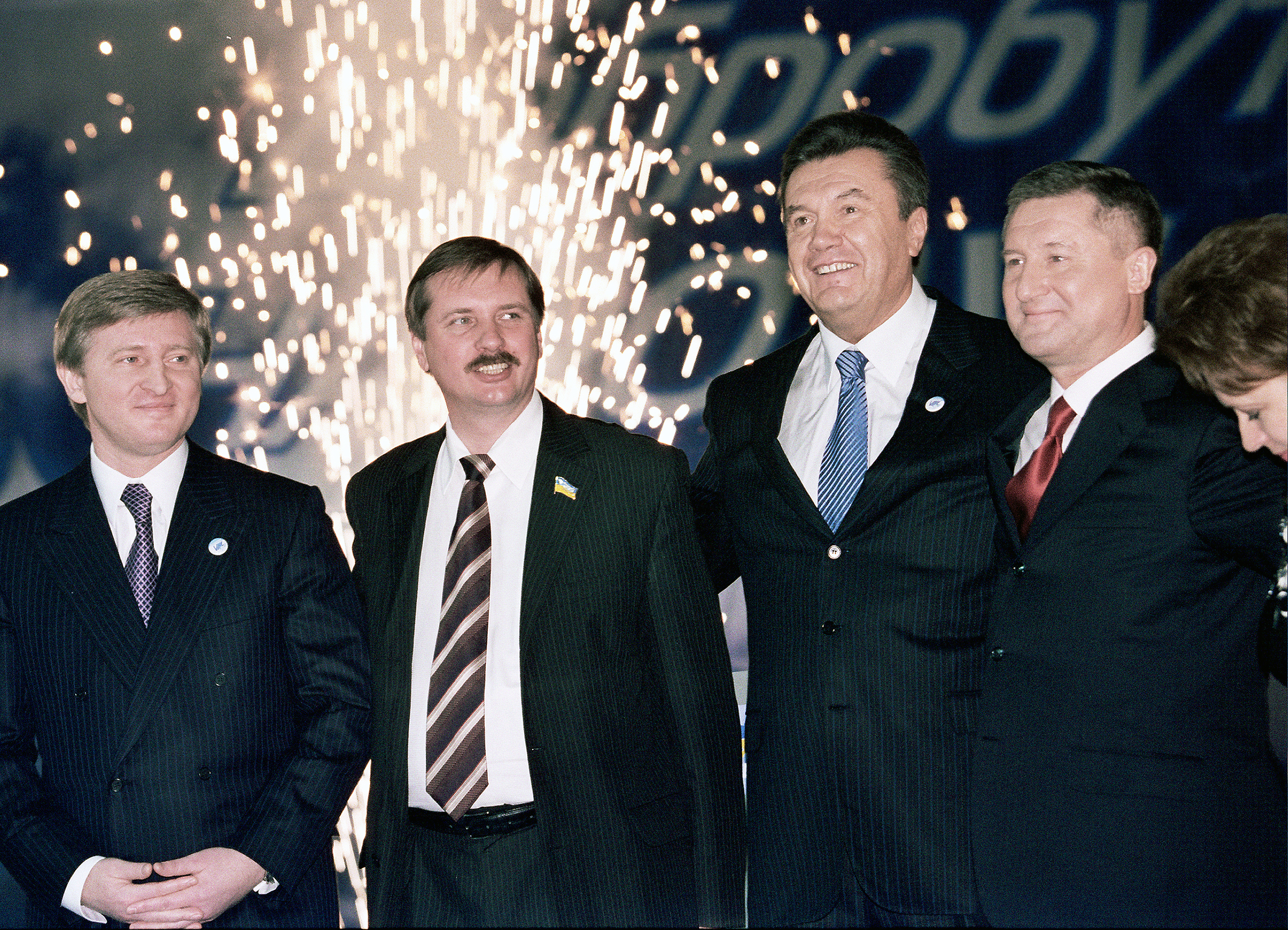
Слева направо: Ринат Ахметов, Тарас Черновол, Виктор Янукович и Евгений Кушнарёв

Несмотря на то, что одной из целей «Новой демократии» было участие в парламентских выборах 2006 года, уже после начала предвыборной кампании, 19 ноября 2005 года на II съезде этой политсилы было принято решение о её самороспуске и объединении с Партией регионов путём индивидуального вхождения членов «Новой демократии» в Партию регионов. После этого Кушнарёв как лидер «Новой демократии» подписал соответствующее соглашение с Виктором Януковичем, лидером Партии регионов, и вступил в эту партию.
3 декабря состоялся внеочередной съезд Партии регионов, на котором был утверждён список кандидатов в народные депутаты Верховной Рады Украины V созыва, который состоял из 448 человек. Евгений Кушнарёв занял 11-е место в этом списке и был назначен руководителем избирательной кампании Партии регионов. В тот же день он был включён в политсовет Партии регионов. С января 2006 года Кушнарёв был председателем Всеукраинской общественной организации «Движение „Новая демократия“».
Я заявляю: истинной причиной репрессий, развязанных сегодняшней властью против своих политических оппонентов, является ее стремление уйти от ответственности за совершенный в ноябре-декабре 2004 года государственный переворот, громко названный «помаранчевой революцией». Главным виновником осуществленных антиконституционных действий, организатором и руководителем переворота является действующий Президент Виктор Ющенко.
В феврале 2006 года, после начала уголовного преследования ещё одного участника Северодонецкого съезда — председателя Луганского облсовета Виктора Тихонова, Кушнарёв выступил на сессии возглавляемого Тихоновым совета с речью, в которой заявил, что подобные уголовные преследования вызваны желанием власти избежать ответственности за «государственный переворот» 2004 года.
10 марта 2006 года партия Ющенко «Наша Украина» выпустила предвыборный ролик «Загроза. Страшна правда» (рус. «Угроза. Страшная правда»), направленный против Партии регионов, в котором несколько раз промелькнуло изображение черепа. Кушнарёв, ссылаясь на выводы экспертных организаций, утверждал, что «Наша Украина» использовала 25-й кадр. Журналистка Виктория Сюмар утверждала, что эти экспертные выводы ничего не говорят об использовании 25-го кадра. Представители «Нашей Украины» также отрицали наличие 25-го кадра в своём фильме, а изображение черепа называли «флеш-кадром». В 2014 году российский учёный-политолог Александр Оришев согласился с заявлением Кушнарёва об использовании в фильме 25-го кадра.
21 марта 2006 года, в разгар предвыборной кампании, в Харькове в вестибюле предвыборного штаба харьковской областной организации Партии регионов на Кушнарёва было осуществлено покушение. Взрывное устройство, начинённое гайками, сработало в непосредственной близости от политика, при этом сам он отделался лёгкой контузией.

#### Народный депутат Верховной рады V созыва

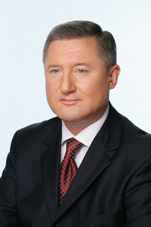
Народный депутат Верховной Рады Украины V созыва Евгений Кушнарёв

26 марта состоялись парламентские выборы, по итогам которых Партия регионов получила 186 депутатских мандатов, и Кушнарёв был избран народным депутатом Верховной рады Украины V созыва. Депутатская каденция Кушнарёва, как и всего V созыва Верховной Рады, началась 25 мая 2006 года. Он вошёл в состав фракции Партии регионов и стал заместителем её председателя. По воспоминаниям Николая Азарова, планировалось, что Кушнарёв должен был стать заместителем председателя партии по вопросам идеологии. Кушнарёв был одним из ключевых спикеров Партии регионов и её фракции в Верховной Раде.
18 июля в Верховной Раде был создан Комитет по вопросам правовой политики, который возглавил Кушнарёв. В рамках работы в этом комитете политик занимался вопросами, касающимися Конституционного суда Украины, при его участии были назначены и уволены шесть судей этого органа судебной власти. Также он участвовал в написании двух проектов постановлений и одного законопроекта, которые должны были регулировать деятельность КСУ.
27 июля был предоставлен на рассмотрение Верховной Раде проект Закона Украины «О всеукраинском референдуме», соавторами которого стали народные депутаты Евгений Кушнарёв и Юрий Каракай. Этот проект закона стал первым, в котором для терминов и их определений была выделена отдельная статья, в которой в том числе было впервые дано определение термину «вопросы всеукраинского референдума». Соавторы законопроекта предлагали сделать возможным проведение референдумов по любым вопросам, кроме тех, проведение которых ограничивала Конституция, и кроме предложенного ими исчерпывающего перечня дополнительных вопросов (в том числе продление полномочий действующих президента и парламента).
В начале октября 2006 года Кушнарёв, критикуя законопроект, предусматривающий отмену льгот для народных избранников, который был предложен Юлией Тимошенко, обвинил её в фарисействе. Он заявил, что «одного ожерелья Юлии Тимошенко хватит для того, чтобы накормить нескольких среднестатистических людей на протяжении нескольких лет». Эта ситуация вызвала широкий общественный резонанс, а исследовательница Лада Прокопович назвала случившееся «нешуточным скандалом». 18 октября 2006 года Виктор Янукович, который к тому времени стал премьер-министром Украины, назначил Евгения Петровича своим советником на общественных началах.

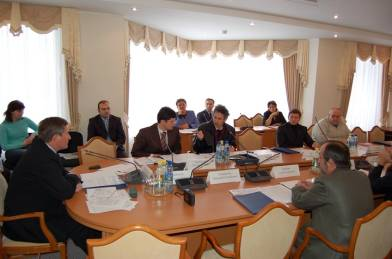
Евгений Кушнарёв (во главе стола) на заседании Комитета по вопросам правовой политики. Ноябрь 2006 года

Пользуясь своими депутатскими полномочиями, Кушнарёв вёл борьбу с коррупцией. Так, 6 октября 2006 года он подал два депутатских запроса (первый на имя премьер-министра Украины Виктора Януковича, а второй на имя генерального прокурора Украины Александра Медведько) с целью проверки председателя ХОГА Арсена Авакова на предмет нарушения антикоррупционного законодательства. В начале ноября он выступил одним из инициаторов создания временной следственной комиссии для проверки фактов злоупотребления служебным положением со стороны сотрудников МВД Украины, которые были опубликованы в статье «Другая милиция» еженедельника «2000». В результате создания этой временной следственной комиссии парламент рекомендовал правительству отстранить Юрия Луценко от должности министра внутренних дел.
17 ноября Е. П. Кушнарёв и его коллега Дмитрий Шенцев подали на рассмотрение Верховной Раде законопроект «Об особенностях вступления (присоединения) Украины в международные организации (союзы, блоки) военно-политического характера». Согласно этому законопроекту, перед подписанием международного договора о вступлении Украины в военное или политическое объединение должен пройти всеукраинский референдум по этому вопросу и лишь при условии его положительного результата президент Украины может в дальнейшем подписать соответствующий международный договор.
13 декабря на рассмотрение Верховной рады был внесён законопроект «Базовый Закон Украины „О языках Украины“». Его соавторами стали народные депутаты Василий Волга, Леонид Грач и Евгений Кушнарёв. Этот проект закона должен был поставить точку в противостоянии между русским и украинским языками на Украине, при этом оставив статус государственного языка исключительно за украинским. Соавторы предложили ввести в украинское законодательство понятие «региональный язык», который был бы уравнен в правах с государственным в тех административно-территориальных единицах, в которых родным для десяти и более процентов населения родным являлся бы не украинский язык. Таким образом статус регионального языка на Украине планировалось предоставить тринадцати языкам, в том числе и русскому.
Всего за период своей депутатской деятельности он принял участие в создании 35 законопроектов и проектов постановлений, 12 из которых были приняты, принял участие практически во всех заседаниях Верховной рады, пропустив лишь 4 из 96, и участвовал примерно в полутора тысячах голосований. В день смерти Евгения Петровича его депутатские полномочия были досрочно прекращены, а спустя двенадцать дней, в день его 56-летия, постановлением Центризбиркома Украины мандат Кушнарёва перешёл к 206-му номеру списка Партии регионов Павлу Солтусу. 23 ноября законопроекты «О всеукраинском референдуме», «Об особенностях вступления (присоединения) Украины в международные организации (союзы, блоки) военно-политического характера» и «Базовый Закон Украины „О языках Украины“» были отозваны с рассмотрения.

### Гибель

#### Последние дни жизни

Автограф Евгения Кушнарёва на книге «Конь рыжий. Записки контрреволюционера», сделанный 15 января 2007 года

25 декабря 2006 года Евгений Кушнарёв вместе со своей гражданской женой Людмилой Давыдовой был в гостях у учёного-медика Виталия Москаленко. Во время разговора с Москаленко он рассказал, что собирается отправиться на охоту, но уже после закрытия охотничьего сезона. Учёный попытался отговорить Кушнарёва от этой затеи, но политик остался непреклонным. Вскоре Кушнарёв был приглашён на ещё одно мероприятие, которое должно было состояться 15 января, но из-за того, что в этот день он должен был выезжать на охоту, он отказался от приглашения.
Жена Евгения Петровича, Валентина Викторовна, вспоминала, что в последние дни жизни её супруг вёл себя странно и непривычно. Так, сын Евгения Кушнарёва Андрей, который до того часто охотился вместе с отцом, хотел и в этот раз поехать с ним на охоту, но получил отказ. Брат Евгения Сергей Кушнарёв также хотел поехать на эту охоту, но Евгений Петрович отказал и ему.
Ночью с 13 на 14 января 2007 года на Старый Новый год Кушнарёв собрал в своём доме гостей. Его вдова позже вспоминала: «Говорили, что он был необыкновенно, непривычно весел, жизнерадостен. Меня потом даже спрашивали: „Он что, прощался?“ Но он и прежде мне не раз говорил, что не умрёт собственной смертью».
17 января Кушнарёв планировал привезти в киевское издательство «Довіра», в котором готовилась к печати его книга «Выборы и вилы», несколько фотографий для её иллюстрирования.

#### Охота. Ранение. Борьба за жизнь
15 января Кушнарёв отправился на охоту, которая должна была проходить в охотничьих угодьях «Гай» близ села Красный Шахтёр Изюмского района Харьковской области. В числе владельцев угодья был Валерий Завальный, с семьёй которого у Кушнарёва были дружеские отношения. Кушнарёв охотился близ Красного Шахтёра ещё в 1990-е годы.

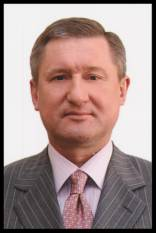
Фото Евгения Кушнарёва из некролога

Охота была 16 января. Охотники не стали брать с собой егерей, полагаясь на свой высокий класс. По версии следствия охотники так и не смогли добыть трофеи.
Объезжая угодья, Кушнарёв вместе с народным депутатом Дмитрием Шенцевым, его помощником Дмитрием Завальным (сыном Валерия Завального) и своим водителем Андреем Порфирьевым приблизительно в 14 часов заметили, по разным данным, то ли кабана, то ли волка. Они остановились и произвели несколько выстрелов, после одного из которых Кушнарёв упал. Согласно официальной версии, пуля сначала попала в одно из деревьев, а затем отрикошетила в Кушнарёва. Пуля вошла спереди в область печени и вышла сзади, задев правую почку.
В СМИ поочерёдно высказывались и другие версии относительно момента получения ранения Кушнарёвым. Изначально говорилось о том, что охотники «ехали в машине, целились в волка и задели пассажира». Потом была высказана версия о том, что водитель автомобиля, в котором ехали охотники, настолько резко остановил машину, что «ружьё Кушнарёва „случайно выстрелило“». Также в СМИ озвучивались различные предположения относительно оружия, из которого был ранен политик: сначала предполагалось, что роковой выстрел был произведён из карабина «Сайга», а затем — что из винтовки Benelli Argo.
Несмотря на то, что Изюмская районная больница находилась всего лишь приблизительно в 30 километрах от места нахождения охотников, раненый Кушнарёв был доставлен в больницу лишь в 16 часов 20 минут. Причины того, почему депутата так долго везли в больницу, остались неизвестны. У него была повреждена правая часть тела, ряд внутренних органов, в числе которых были печень и правая почка. По поступлении в больницу хирурги Владимир Лесовой и Александр Тищенко сделали Кушнарёву операцию, во время которой удалили ему правую почку, полметра толстого кишечника, затампонировали правую часть печени, остановили кровотечение и ввели около двух литров крови. Прооперировав Кушнарёва, Тищенко назвал состояние пациента тяжёлым, что подтвердил также и министр здравоохранения Украины Юрий Поляченко, приехавший в Изюмскую больницу ближе к полуночи.

#### Смерть и похороны
Кушнарёв скончался 17 января 2007 года в 13 часов 45 минут, не дожив 12 дней до своего 56-летия. В тот же день в больницу, где лежал Кушнарёв, должна была прибыть бригада врачей из Германии. Однако немецкие медики опоздали, прибыв в больницу лишь спустя примерно 15 минут после смерти своего потенциального пациента.

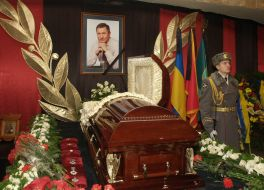
Прощание с Евгением Петровичем Кушнарёвым в ХАТОБе. 19 января 2007 года

В связи с гибелью Кушнарёва в Харькове был объявлен двухдневный (18 и 19 января) траур. В день смерти политика прошло совещание исполнительного комитета Харьковского городского совета, посвящённое организации похорон. В комиссию по организации похорон, созданную исполкомом горсовета, входили, в частности, городской голова М. М. Добкин (председатель комиссии), секретарь городского совета Г. А. Кернес и председатель областного совета В. В. Салыгин.
Прощание с Кушнарёвым прошло 19 января. Сначала он был отпет в Благовещенском соборе Харькова митрополитом Харьковским и Богодуховским Никодимом, а затем с 9:00 до 12:30 в фойе Харьковского театра оперы и балета состоялась гражданская панихида, в которой приняло участие более 25 тысяч человек. В день похорон Кушнарёва в Харьков прибыло 22 чартерных авиарейса. По некоторым сведениям, люди, прилетевшие на этих самолётах, прибыли в Харьков специально для того, чтобы проститься с Кушнарёвым. Среди присутствующих на церемонии прощания были первый и второй президенты Украины Л. М. Кравчук и Л. Д. Кучма, бывший председатель Верховной Рады Украины В. М. Литвин, бывший премьер-министр Украины В. П. Пустовойтенко и действующий премьер В. Ф. Янукович и министры Н. Я. Азаров, Ю. А. Бойко, А. С. Гриценко, Ю. В. Поляченко, Н. Н. Рудковский, Д. В. Табачник, В. П. Цушко и Н. И. Шуфрич, а также ряд прочих украинских политиков и бизнесменов. Кроме того на похоронах присутствовали представители других государств, в частности чрезвычайный и полномочный посол России на Украине В. С. Черномырдин, депутат Государственной Думы К. Ф. Затулин, руководство Белгородской и Курской областей, а также чрезвычайный и полномочный посол Грузии на Украине Г. Ш. Катамадзе.

Памятник Е. П. Кушнарёву на Аллее заслуженных харьковчан, 2-е городское кладбище, ул. Пушкинская

В день смерти Евгения Петровича свои соболезнования выразили президент Украины Виктор Ющенко и руководительница депутатской фракции БЮТ Юлия Тимошенко. При этом некоторые политические оппоненты Кушнарёва после его смерти стали язвительно «приглашать всех „бело-голубых“ на охотку».
Евгений Петрович Кушнарёв был похоронен на Втором городском кладбище Харькова (Пушкинская улица) рядом с председателем Харьковской областной государственной администрации Александром Масельским, который умер в 1996 году, а в 2020 году напротив Кушнарёва был похоронен городской голова Харькова в 2010—2020 годах Геннадий Кернес. В октябре 2008 года в Харькове на могиле Евгения Петровича был открыт памятник, автором которого стал заслуженный деятель искусств Украины Александр Ридный. Недалеко от могилы Евгения Петровича находятся могилы его родителей — Петра Михайловича и Серафимы Тимофеевны.

#### Расследование и версии убийства
В декабре 2007 года прокуратура Харьковской области предъявила обвинение помощнику народного депутата Дмитрия Шенцева Дмитрию Завальному, который являлся участником охоты, на которой был смертельно ранен Кушнарёв, по части 1 статьи 119 Уголовного кодекса Украины «убийство по неосторожности». По версии следствия, выпущенная им из карабина пуля срикошетила в Кушнарёва. Кроме того, Завальному было предъявлено обвинение по части 1 статьи 263 «незаконное ношение огнестрельного оружия». Однако 15 мая 2009 года Апелляционный суд Харьковской области удовлетворил ходатайство Дмитрия Завального об амнистии и распорядился уничтожить все улики по делу об убийстве Кушнарёва. После этого семья Евгения Петровича обратилась в Верховный суд Украины для того, чтобы отменить решение апелляционного суда. Однако 9 сентября 2009 года Верховный суд Украины вынес решение о закрытии дела об убийстве Е. П. Кушнарёва.
Убийство Кушнарёва породило ряд версий и предположений относительно его мотива и исполнителей. Члены семьи Кушнарёва не были уверены в виновности Завального в убийстве по неосторожности. Так, сын Кушнарёва, Андрей, указывал на то, что Завальный или «не случайно взял в руки ружье», или взял на себя вину за преступление, которое совершил «кто-то другой». Однопартиец и коллега Кушнарёва по парламенту Василий Киселёв связывал гибель Кушнарёва с «инициативой регионалов возобновить расследование результатов деятельности Юлии Тимошенко на посту руководителя компании „Единые энергетические системы“» и называл его смерть «не случайной». Политик Михаил Добкин высказывал предположение, что Кушнарёва «устранили те, кто расчищал дорогу перед Януковичем».

## Личная жизнь
- Ф. И. О. Кушнарёв (Джонни) Евгений Петрович.
- Должность: действительная: завотделом партии; желаемая: Генеральный секретарь.
- Хватает ли зарплаты? — Хватает, если сразу отдать жене.
- Семейное положение и стаж? Женат много лет.
- Кто твоя жена? Прекрасная женщина.
- Потерял ли за 20 лет: волосы — в сумме; 32 зуба — 2; иллюзии — менял на деньги; чувство юмора — никогда; время — нет; часы — да.

Евгений был старшим ребёнком в семье Петра Михайловича и Серафимы Тимофеевны Кушнарёвых. Помимо него в семье был ещё и младший сын — Сергей (род. 1962). Он, так же как и старший брат, стал политическим деятелем, с 2006 по 2010 год — депутат Харьковского городского совета, в 2010 году возглавлял Краснокутскую районную государственную администрацию и в 2020 году баллотировался на пост Харьковского городского головы.
В 1974 году Кушнарёв познакомился со своей будущей женой Валентиной Викторовной (род. 1949), которая также работала на Харьковском заводе железобетонных конструкций № 1, а потом — экономистом в «Регион-банке», банке «НПК» и горисполкоме, в отделе социальной политики и культуры, в 2009 году была исполнительным директором Харьковского банковского союза. Свадьба состоялась в 1975 году, 11 октября того же года у Кушнарёвых родились сын Андрей и дочь Татьяна. Андрей Кушнарёв, по образованию программист, основал собственную компанию в IT-сфере. Татьяна Кушнарёва (в замужестве Кагановская) стала учёным-правоведом, доктор юридических наук, профессор, заслуженный юрист Украины, с 2004 года возглавляла юридический факультет в Харьковском национальном университете имени В. Н. Каразина, а в 2021 году была избрана ректором этого вуза, была депутатом Харьковского городского совета, имеет троих детей: Полину (род. 2000), Павла (род. 2002) и Михаила (род. 2008).
В последние годы жил в гражданском браке с Людмилой Давыдовой (род. 1957), которая была народным депутатом Верховной Рады Украины IV созыва (2002—2006), а затем с 2006 года возглавляла партию «Новая демократия».
Своими увлечениями Кушнарёв называл работу, друзей, футбол и рыбалку, также увлекался охотой, имел коллекцию охотничьего оружия. С юности играл на гитаре, увлекался творчеством Владимира Высоцкого и Булата Окуджавы. В студенческие годы занимался гандболом, выигрывал чемпионат Украинской ССР среди студентов. Будучи главой Харьковской облгосадминистрации, раз в неделю вместе с подчинёнными играл в волейбол. Уделял значительное внимание своему внешнему виду, считая это важной частью имиджа политика. Одевался в собственном стиле, который назвал «сдержанная элегантность».
В жизни нельзя ни к чему приспосабливаться. На самом деле, очень легко найти компромисс с собственной совестью и даже с окружающими, если жизнь без проблем ставить на первое место. Но я так жить не хочу и не буду. Я прикладываю немало усилий для того, чтобы оставаться самим собой, чтобы не разочароваться в жизни, не потерять веру в себя и в людей, сохранить силы. Может быть, стало гораздо меньше розовых оттенков в окружающем меня мире и, соответственно, в моих оценках всего происходящего…Евгений Кушнарёв

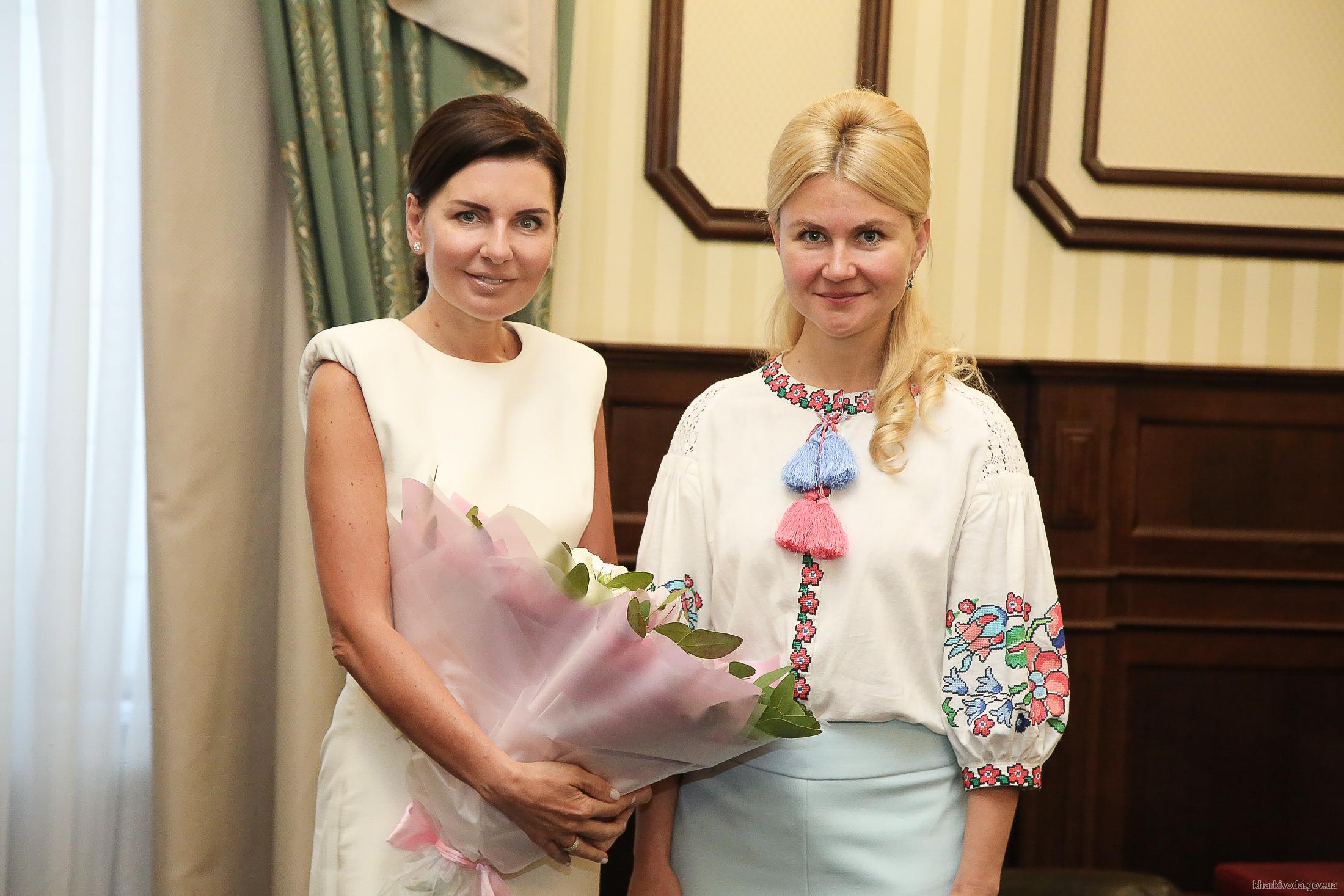
Председатель Харьковской ОГА Юлия Светличная (справа) и декан юридического факультета ХНУ им. В. Н. Каразина Татьяна Кагановская (слева). 16 мая 2019 года

Со слов Валентины Кушнарёвой, сразу же после смерти её мужа из их дома под Киевом пропали все личные вещи Кушнарёва «вплоть до одежды и обуви, галстуков и часов, посуды и ковров». По её воспоминаниям, Кушнарёв был уверен, что в случае его смерти его друзья помогут семье, но после его гибели «люди из его окружения перестали выходить на связь» и помощь семье никто не предлагал.

## Память

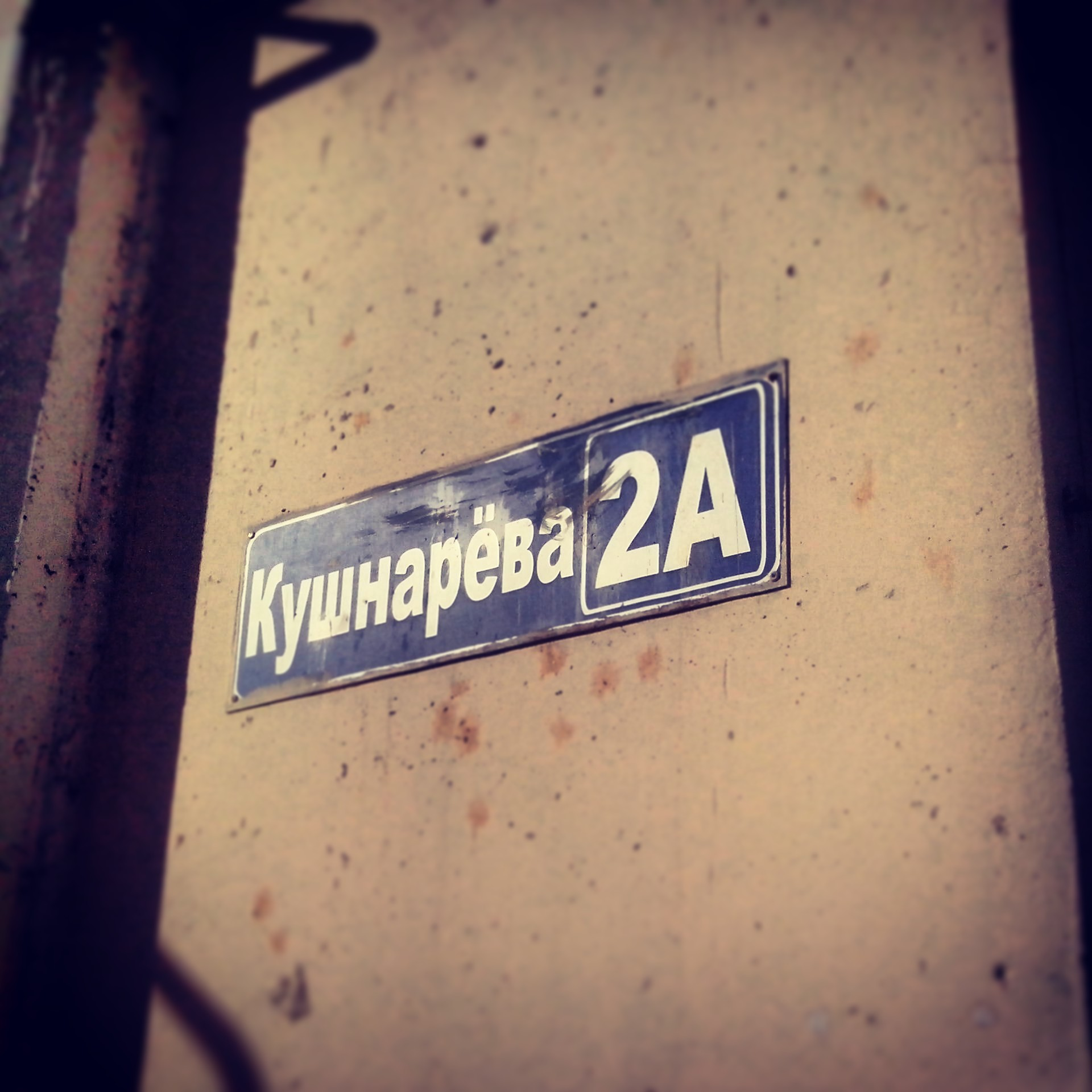
Табличка на жилом доме по улице Кушнарёва в посёлке городского типа Песочин Харьковской области

В первые годы после гибели Кушнарёва был проведён ряд мероприятий с целью увековечения его памяти и признания его заслуг. Так, менее чем через месяц после смерти решением сессии Харьковского областного совета от 8 февраля 2007 года «с целью почтения памяти личности, которая сделала большой вклад в социально-экономическое развитие и в подъём международного авторитет[а] региона…» и «в знак большого уважения» ему было присвоено звание почётного гражданина Харьковской области, а 17 августа 2010 года решением сессии Краснокутского районного совета с формулировкой «за весомый вклад в развитие социально-экономической сферы района и поднятие его авторитета» Кушнарёву было присвоено звание почётного гражданина Краснокутского района. В годовщину гибели, 17 января 2008 года, на здании Харьковского городского совета была открыта мемориальная доска Евгению Кушнарёву, в том же году в посёлке городского типа Песочин Харьковской области в честь политика была названа одна из улиц. 23 сентября 2009 года в гимназии № 5 города Мелитополя, в которой учился Кушнарёв, также была открыта мемориальная доска.
В декабре 2007 года вдова и дети Евгения Петровича основали Фонд поддержки демократических инициатив имени Евгения Кушнарёва, президентом которого стала дочь политика Татьяна Кагановская, а вице-президентом — его сын Андрей Кушнарёв. В том же году был основан международный волейбольный турнир памяти Евгения Кушнарёва, который проходит ежегодно в августе в харьковском дворце спорта «Локомотив». В 2011 году состоялся «круглый стол», посвящённый 60-летию со дня рождения политика, «Евгений Кушнарёв: идейно-политическое наследие и наше время». В том же году вышла в свет монография доктора юридических наук А. Д. Гулиева «Международно-правовой контекст внешних сношений в условиях глобализации», которую автор посвятил «светлой памяти и 60-летнему юбилею Кушнарёва».
В день смерти Кушнарёва харьковский городской голова Михаил Добкин заявил, что именем Кушнарёва будет названа одна из новых станций харьковского метрополитена по Алексеевской линии. На протяжении нескольких последующих лет эта информация то подтверждалась, то опровергалась. В декабре 2010 года была открыта станция метро «Алексеевская», однако имя Кушнарёва этой станции присвоено не было.
Благотворительный фонд народного депутата Бориса Колесникова в память о политике начиная с 2007 года планировал построить в центре Харькова на площади Свободы справа от памятника Ленину современную библиотеку общественно-политической литературы и назвать её именем Евгения Кушнарёва. В мае 2010 года был проведён конкурс проектов будущей библиотеки, в котором победил проект авторов из Днепропетровска. В 2012 году начало строительства было перенесено из-за проведения в Харькове матчей футбольного чемпионата Евро-2012 и по причине необходимости доработки проекта.
После смерти Кушнарёва звучало много громких слов о его величии и незаменимости. Его именем хотели назвать Сумскую, мост, станцию метро или даже всю харьковскую подземку. Однопартийцы анонсировали строительство новой современной библиотеки общественно-политической литературы имени Кушнарёва. Было много шума. И ничего. Выжав из имени Кушнарёва всевозможные политические, экономические и статусные дивиденды, о нём забыли. Сегодня о нём вспоминают только те, кто его действительно любил, уважал и ценил.журналист Елена Львова, декабрь 2020
В 2009 году украинский писатель Андрей Кокотюха написал детективный роман о гибели политика — «Евгений Кушнарёв: под прицелом», где смоделировал три версии, которые могли привести к его убийству.

## Взгляды и оценки
Я думаю, что фамилии Масельского и Кушнарева долгие годы будут свидетельствовать о мощи человеческого духа, порядочности и силе личности в истории. Светлая им памятьМихаил Добкин

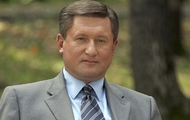
Евгений Петрович Кушнарёв

Украинский историк Юрий Шаповал называл Кушнарёва «одним из самых выразительных представителей пророссийской линии в политикуме Украины».
Кушнарёв являлся приверженцем федеративного устройства Украины по образцу европейского регионализма. Свои аргументы относительно федерализации Украины Кушнарёв изложил в том числе в книге «Конь рыжий. Записки контрреволюционера», где, поставив вопрос «федерализм: сепаратизм или соборность», назвал федерализм «соблюдением естественных прав региональных сообществ в едином государстве». В своей статье «Федерализм — мечта лучших из нас» (2007) политик Дмитрий Табачник, проанализировав аргументы Евгения Кушнарёва, пришёл к выводу о необходимости применения федеративного устройства для сохранения единства Украины. Кандидат политических наук Евгений Рябинин называл Кушнарёва «главным спикером относительно федерализации».
Кушнарёв отрицал то, что революции приносят положительные изменения в общество, называя их пиковым периодом социально-политического кризиса. Изучив опыт ряда революционных событий в мире конца XX — начала XXI века, он пришёл к выводу, что так называемые «цветные» революции были искусственно подготовлены и организованы, высказав в одной из своих книг следующее мнение: «В мире, перенасыщенном информацией, при достаточно ограниченных возможностях каждого в отдельности её осмыслить, чрезвычайно опасной становится тенденция манипулирования так называемым „общественным мнением“ или, правильнее сказать, общественным настроением. Эмоции подменяют разум, и этим умело пользуются революционеры третьего тысячелетия».

## Мнения относительно нереализованной перспективы в политике

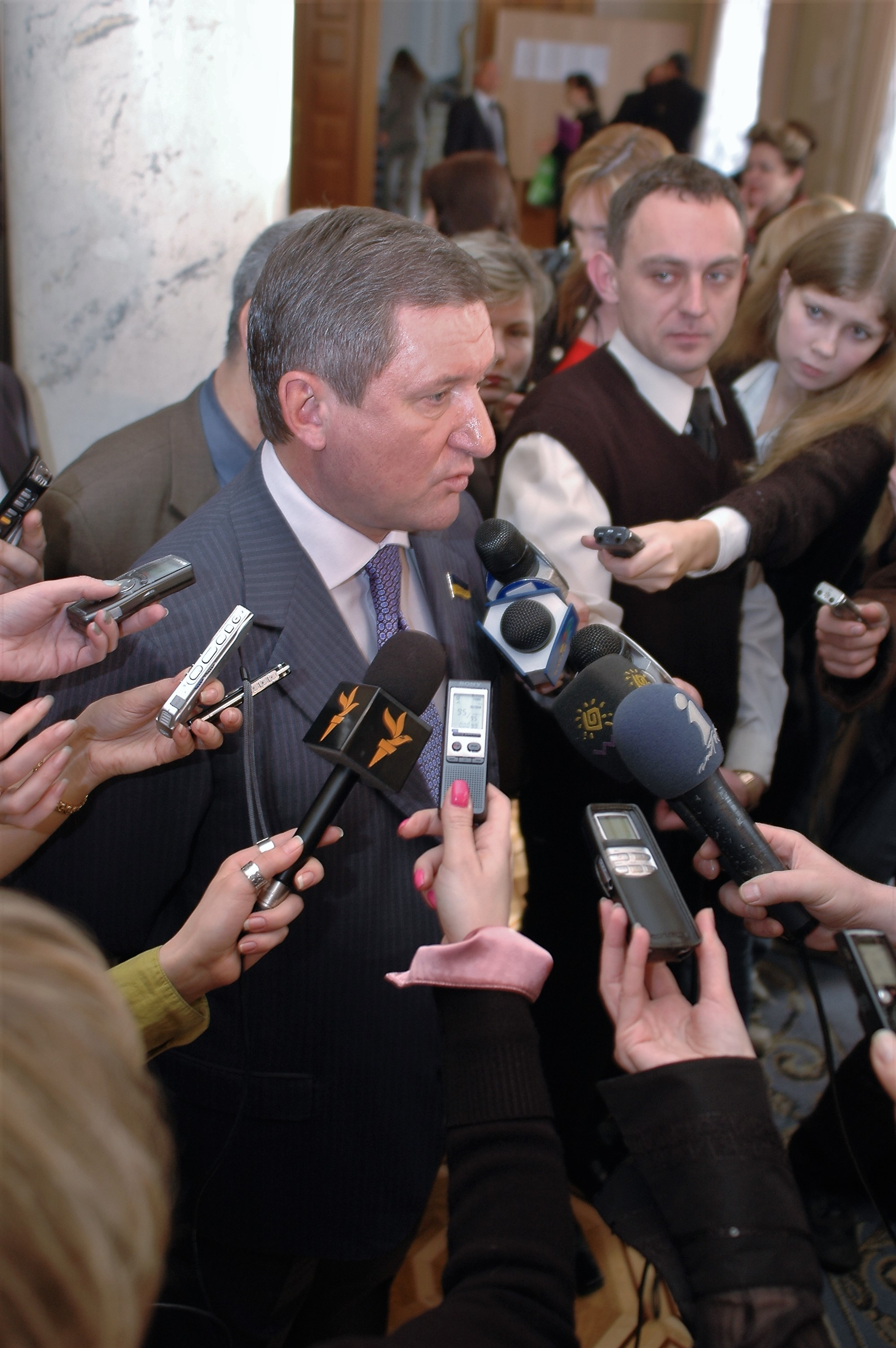
Евгений Кушнарёв в Верховной Раде Украины за несколько дней до гибели. 12 января 2007 года

Учёные Александр Рыбий и Юрий Шаповал назвали гибель Кушнарёва трагической. Председатель Харьковской облгосадминистрации Арсен Аваков сказал, что «смерть Кушнарёва нелепа, это огромная человеческая трагедия и горе для многих людей, которые искренне его любили», а издание «Сегодня» в августе 2015 года поставило гибель Кушнарёва на третье место в своём «Топ-5 нелепых смертей народных депутатов Украины».
Многие эксперты сходились во мнении, что смерть Кушнарёва является большой потерей для Партии регионов. Аналогичные мнения высказывались в самой партии. Её лидер Виктор Янукович сказал, что Кушнарёв не может быть никем заменён. В феврале 2013 года народный депутат Александр Турчинов, сообщив в своём интервью, что знал Кушнарёва как сильного политика и лидера, высказал мнение: «многие „недонецкие“ — скажем так — сторонники „регионов“, считали его реальной альтернативой Виктору Януковичу».
Российский политик Константин Затулин высказал мнение, что смерть Кушнарёва была «неожиданной, но в какой-то мере закономерной». Согласно его словам, бывают такие моменты, когда всё предопределено, а бывают такие моменты, когда можно «налево пойти, направо пойти», и это был один из таких моментов. Смерть Кушнарёва была «и вовремя, и не вовремя, перед очередным этапом, когда нужно было принимать решение».

## Публикации

Книги Евгения Кушнарёва в частной коллекции. 5 экземпляров книги «Сто шагов по харьковской земле», 16 — «Конь рыжий. Записки контрреволюционера» и 17 — «Выборы и вилы». Всего 38 экземпляров

Евгений Петрович написал следующие публицистические книги:
1. Кушнарьов Є. П. Сто кроків Харківською землею. — Харків: Фоліо, 2004. — 352 с. — 10 000 экз. — ISBN 966-03-2825-7.
2. Кушнарёв Е. П. Конь рыжий. Записки контрреволюционера. — Харьков: Издательство «Харьков», 2005. — 280 с. — 5000 экз. — ISBN 966-7100-39-1.
3. Кушнарев Е. П. Выборы и вилы. — Киев: Довіра, 2007. — 272 с. — 10 000 экз. — ISBN 978-966-507-209-9.

Евгений Кушнарёв опубликовал следующие научные труды:
1. Кушнарьов Є. П., Пономаренко В. С., Кривцов О. С., Кизим М. О., Дуленко А. Л. Рівень і якість життя населення : Монографія / Під заг. ред. Є. П. Кушнарьова. — Харків: ВД "ІНЖЕК", 2004. — 272 с. — 1000 экз. — ISBN 966-85155-5-2.
2. Кушнарьов Є. П., Пономаренко В. С., Кривцов О. С., Кизим М. О., Дуленко А. Л., Бубенко П. Т., Райнін І. Л. Стратегія соціально-економічного розвитку Харківської області на період до 2011 року: Монографі / Під заг. ред. Є. П. Кушнарьова. — Харків: Видавничій дім «Інжек», 2004. — 448 с. — 1200 экз. — ISBN 966-8515-33-1.

В 2010 году Харьковской областной универсальной научной библиотекой и Управлением культуры и туризма Харьковской областной государственной администрации было выпущено издание «Евгений Петрович Кушнарёв (1951—2007): библиографический указатель» (укр. «Євген Петрович Кушнарьов (1951—2007): бібліографічний покажчик»), которое стало первым в своём роде. При этом в указателе был размещён неполный список публикаций Кушнарёва. Публикации, сделанные в период работы Евгения Петровича в Харьковском регионе (до 1996 года и с 2000 по 2005 год), были включены «по принципу максимальной полноты», а публикации, сделанные в другие периоды его деятельности, были включены выборочно.
Библиографический указатель состоял из трёх разделов: «Опубликованные труды Е. П. Кушнарёва» (он в свою очередь делился на подразделы «Отдельные издания», «Публикации (статьи, выступления, заявления, поздравления, обращения, интервью, беседы)» и «Издания под редакцией Е. П. Кушнарёва»), «Литература о жизни и деятельности Е. П. Кушнарёва» и «Библиографические пособия о Е. П. Кушнарёве». В этих разделах в общей сложности перечислены 1088 публикаций — 226 в первом разделе (18 — в первом подразделе, 203 — во втором и 5 — в третьем), 857 во втором и пять в третьем.

## Награды и звания
Евгений Петрович был удостоен ряда государственных, правительственных, региональных, церковных и общественных наград и почётных званий Украины и других государств, среди них были:
государственные
- Орден князя Ярослава Мудрого III степени (Указ Президента Украины от 19 августа 2004) — «за выдающийся личный вклад в государственное строительство, социально-экономическое и культурное развитие Харьковщины, плодотворную общественно-политическую деятельность»[235];
- Орден князя Ярослава Мудрого IV степени (Указ Президента Украины от 13 ноября 2002) — «за весомый личный вклад в реформирование аграрного сектора экономики, достижение высоких показателей в производстве сельскохозяйственной продукции Харьковской области»[236];
- Орден князя Ярослава Мудрого V степени (Указ Президента Украины от 18 ноября 1998) — «за выдающиеся личные заслуги перед Украинским государством в области государственного строительства, многолетнюю активную гражданско-политическую деятельность»[237].

Если быть уже совсем честным — хотя я никогда об этом не говорю, и не пишу — у меня пять иностранных орденов, кроме французского ещё греческий, португальский, аргентинский и литовский. Но больше всего я горжусь все-таки орденом Ярослава Мудрого, которым я был награждён за политическую и государственную деятельность.Евгений Кушнарёв, 28 октября 2002 года
У меня действительно три ордена Ярослава Мудрого 5-й, 4-й, 3-й степеней. Я действительно горжусь тем, что я один из немногих в Украине, кто имеет три ордена Ярослава Мудрого. Я горжусь тем, что я награждён французским орденом Почётного легиона. Меня наградил президент Франции в 1998 году, когда я находился в составе государственной делегации и мы проводили довольно непростые переговоры. Вообще у меня пять иностранных орденов. У меня четыре церковных ордена, тоже достаточно высоких. Это также те награды, которыми безусловно можно гордиться.Евгений Кушнарёв, 22 июля 2006 года
правительственные и ведомственные
- Почётная грамота Верховной рады Украины (конец октября 2001) — «за заслуги перед украинским народом, за развитие украинской государственности, за достижения в развитие Харьковщины»[60];
- Знак «Почётный пограничник Украины» (начало ноября 2001) — «за активную помощь Пограничным войскам страны»[75];
- Нагрудный знак МВД Украины (22 марта 2002)[75];

региональные
- Почётный гражданин Харькова (26 июля 2006)[240];
- Почётный гражданин Харьковской области (8 февраля 2007, посмертно)[208];
- Почётный гражданин Краснокутского района (17 августа 2010, посмертно) — «за весомый вклад в развитие социально-экономической сферы района и поднятие его авторитета»[205];
- почётное отличие Харьковского городского головы «За старательность. 350 лет основания Харькова 1654—2004» (2003 или 2004)[241];

церковные
- Орден Святого равноапостольного князя Владимира І степени (УПЦ МП)[57];
- Орден Святого равноапостольного князя Владимира ІІ степени (УПЦ МП, 1995)[37];
- Орден преподобного Нестора Летописца І степени (УПЦ МП, 17 декабря 2003)[78];
- Орден Преподобного Ильи Муромца ІІ степени (УПЦ МП; 2004)[242];

научные, спортивные и общественные
- Звание «Деловой человек Украины», по результатам рейтингового всеукраинского конкурса (1994) — «за личный вклад в оздоровление национальной экономики, науки, культуры»[37];
- Академик Академии экономических наук Украины[укр.] (2001)[75];
- Академик Академии муниципального управления[укр.][243][82];
- Звание «Харьковчанин столетия», по результатам рейтинговых исследований (2001)[75];
- Отличие Международной Академии рейтинговых технологий и социологии «Золотая Фортуна» — «Хрустальный слон» (24 марта 2002)[75];
- Почётный доктор Харьковского университета (2001[57] или ноябрь 2004[78]);
- Почётный доктор Харьковского государственного технологического университета строительства и архитектуры[41];
- Грамота от имени губернатора штата Кентукки о принятии почётным членом в клуб «кентуккийских полковников[англ.]» (май 2002) —«за весомый вклад в дело укрепления и развития украинско-американских отношений»[75];
- «Золотой знак» Олимпийского комитета Украины (2 января 2003) — «за содействие развитию отечественного спорта»[78];
- Бронзовая статуэтка «Крылья успеха» (2004) — «за содействие развитию журналистики»[78].

Иностранные
- Орден Почётного легиона (Франция, 1997)[57];
- Орден Заслуг степени Великого офицера (Португалия, 1998)[244];
- Большой командорский крест ордена Великого князя Литовского Гядиминаса (Литва, 1998)[245];
- Орден Освободителя Сан-Мартина степени Великого офицера (Аргентина, 11 декабря 1998)[246].